# العلاقات الأردنية الإيرانية
العلاقات الأردنية الإيرانية هي العلاقات الثنائية التي تجمع بين المملكة الأردنية والجمهورية الإسلامية الإيرانية. تتسم العلاقات بالرسمية والبرود الحذر، حيث تحافظ الدولتان على تمثيل دبلوماسي متبادل، إلا أن علاقاتهما غالبًا ما يشوبها التوتر نتيجة لاختلاف التوجهات السياسية والإيديولوجية، فضلاً عن التباين في المواقف من القضايا الإقليمية، لاسيما الملف السوري، والنفوذ الإيراني في العالم العربي، والعلاقات مع دول الخليج والولايات المتحدة.

## تاريخ العلاقات
شهدت العلاقات الأردنية الإيرانية تقلبات حادة منذ الثورة الإسلامية في إيران عام 1979. في العقود التي تلت الثورة، اتسمت العلاقة بالحذر والريبة، إذ رفض الأردن المشروع الإيراني في المنطقة، واعتبر نفسه مستهدفًا من الاستراتيجية الإقليمية الإيرانية، خاصة بعد غزو العراق عام 2003 وانتشار الجماعات المسلحة الموالية لطهران على الحدود الغربية للأردن.
رغم محاولات متقطعة لتحسين العلاقات، مثل زيارة وزير الأوقاف الأردني إلى مدينة قم عام 2015، ولقاءات دبلوماسية بين وزيري خارجية البلدين عام 2023، بقيت العلاقات متوترة بسبب قضايا أمنية، أبرزها ملف تهريب المخدرات والأسلحة عبر الحدود السورية، واتهامات أردنية لإيران بدعم مجموعات تسعى لزعزعة استقرار المملكة.
في السنوات الأخيرة، زادت حدة التوتر مع تصاعد المواجهة بين إيران وإسرائيل، حيث سقطت عشرات المقذوفات الإيرانية في الأراضي الأردنية، وتم إسقاط مسيّرات إيرانية فوق المملكة، ما دفع عمان للتأكيد أنها ليست طرفًا في أي صراع إقليمي، وتسعى للخروج من التوترات بأقل الخسائر.
مع ذلك، يؤكد المسؤولون الأردنيون، وعلى رأسهم وزير الخارجية أيمن الصفدي، أن الأردن يريد علاقات طيبة مع جميع دول المنطقة، بما في ذلك إيران، شرط الاحترام المتبادل وعدم التدخل في الشؤون الداخلية. لكن يبقى الحذر سيد الموقف، في ظل استمرار المخاوف الأردنية من أدوار إيران الإقليمية، ومحاولاتها توسيع نفوذها عبر دعم جماعات مسلحة وتهديد الأمن القومي الأردني.

## مقارنة بين البلدين
هذه مقارنة عامة ومرجعية للدولتين:
| وجه المقارنة                                              | الأردن                   | إيران                    |
| --------------------------------------------------------- | ------------------------ | ------------------------ |
| المساحة (كم2)                                             | 89.34 ألف                | 1.65 مليون               |
| عدد السكان (نسمة)                                         | 9.81 مليون               | 79.97 مليون              |
| الكثافة السكانية (ن./كم²)                                 | 109.81                   | 48.47                    |
| العاصمة                                                   | عمان                     | طهران                    |
| اللغة الرسمية                                             | اللغة العربية            | لغة فارسية               |
| العملة                                                    | دينار أردني              | ريال إيراني              |
| الناتج المحلي الإجمالي (بليون دولار)                      | 40.07 مليار              | 439.51 مليار             |
| الناتج المحلي الإجمالي (تعادل القوة الشرائية) بليون دولار | 82.80 مليار              | 1.36 تريليون             |
| الناتج المحلي الإجمالي الاسمي للفرد دولار أمريكي          | 4.94 ألف                 |                          |
| الناتج المحلي الإجمالي للفرد دولار أمريكي                 | 12.05 ألف                |                          |
| مؤشر التنمية البشرية                                      | 0.748                    | 0.766                    |
| رمز المكالمات الدولي                                      | +962                     | +98                      |
| رمز الإنترنت                                              | .jo                      | .ir،                     |
| المنطقة الزمنية                                           | ت ع م+02:00، ت ع م+03:00 | ت ع م+03:30، توقيت إيران |

## منظمات دولية مشتركة
يشترك البلدان في عضوية مجموعة من المنظمات الدولية، منها:
| علم المنظمة | اسم المنظمة                                                | تاريخ انضمام الأردن | تاريخ انضمام إيران |
| ----------- | ---------------------------------------------------------- | ------------------- | ------------------ |
|             | مؤسسة التنمية الدولية                                      | 4 أكتوبر 1960       | 10 أكتوبر 1960     |
|             | يونسكو                                                     | 14 يونيو 1950       | 6 سبتمبر 1948      |
|             | وكالة ضمان الاستثمار متعدد الأطراف                         | 12 أبريل 1988       | 15 ديسمبر 2003     |
|             | الأمم المتحدة                                              | 14 ديسمبر 1955      | 24 أكتوبر 1945     |
|             | العملية المشتركة للاتحاد الأفريقي والأمم المتحدة في دارفور | ?                   | ?                  |
|             | الاتحاد البريدي العالمي                                    | ?                   | ?                  |
|             | البنك الدولي للإنشاء والتعمير                              | 29 أغسطس 1952       | 29 ديسمبر 1945     |
|             | منظمة التعاون الإسلامي                                     | ?                   | ?                  |
|             | منظمة حظر الأسلحة الكيميائية                               | ?                   | ?                  |
|             | مؤسسة التمويل الدولية                                      | 20 يوليو 1956       | 28 ديسمبر 1956     |
|             | منظمة الشرطة الجنائية الدولية                              | ?                   | ?                  |

## أعلام
هذه قائمة لبعض الشخصيات التي تربطها علاقات بالبلدين:
- سارة بنت عاصم (12 أغسطس 1978 – )
- فيروزة فوكشوري (دبلوماسية إيرانية، 7 أغسطس 1948 – )
- نور بنت عاصم (أميرة أردنية، 6 أكتوبر 1982 – )
- ياسمين بنت عاصم (30 يونيو 1975 – )

## وصلات خارجية
- موقع وزارة الخارجية الأردنية
- موقع وزارة الخارجية الإيرانية